# Czcisław
Czcisław, Cisław – staropolskie imię męskie, złożone z członów Czci- („cześć”, ale też „honor, dobre imię, cnota, zaszczyt”) i -sław („sława”). Imię to mogło oznaczać „ten, który sławi dobre imię” lub in. Tu może też należy Czasław i Czesław; por. Czesbor.
Czcisław imieniny obchodzi 16 lutego i 19 lutego.